# فص حوفي
الفص الحوفي (بالإنجليزية: Limbic lobe)‏ هو منطقة من قشرة على شكل قوس في نصف الكرة المخية للدماغ الثدييات، وتتكون من أجزاء من الفص الجبهي والفص الجداري والفص الصدغي. هذا المصطلح ذو تعريف فضفاض حسب بعض التعاريف يتضمن الفص الحوفي التلفيف المجاور للانتهائي، والتلفيف تحت الثفني التلفيف الحزامي والتلفيف المجاور للحصين والتلفيف المسنن الحصين والمرفد. في حين يتضمن الفص الحوفي حسب قائمة المصطلحات التشريحية (باللاتينية: Terminologia Anatomica) التلم الحزامي والتلفيف الحزامي، وبرزخ التلفيف الحزامي والتلفيف الشريطي والتلفيف المجاور للحصين والتلم المجاور للحصين والتلفيف المسنن والتلم الخملي المسنن وخمل الحصين، والتلم الجانبي والتلم الأنفي ولايتمن الحصين نفسه.

## صور

Limbic lobe (shown in red) of left cerebral hemisphere.
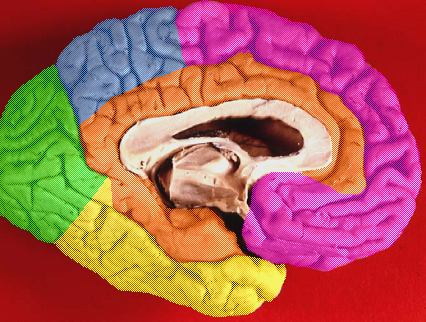
Limbic lobe (shown in orange) of left cerebral hemisphere.
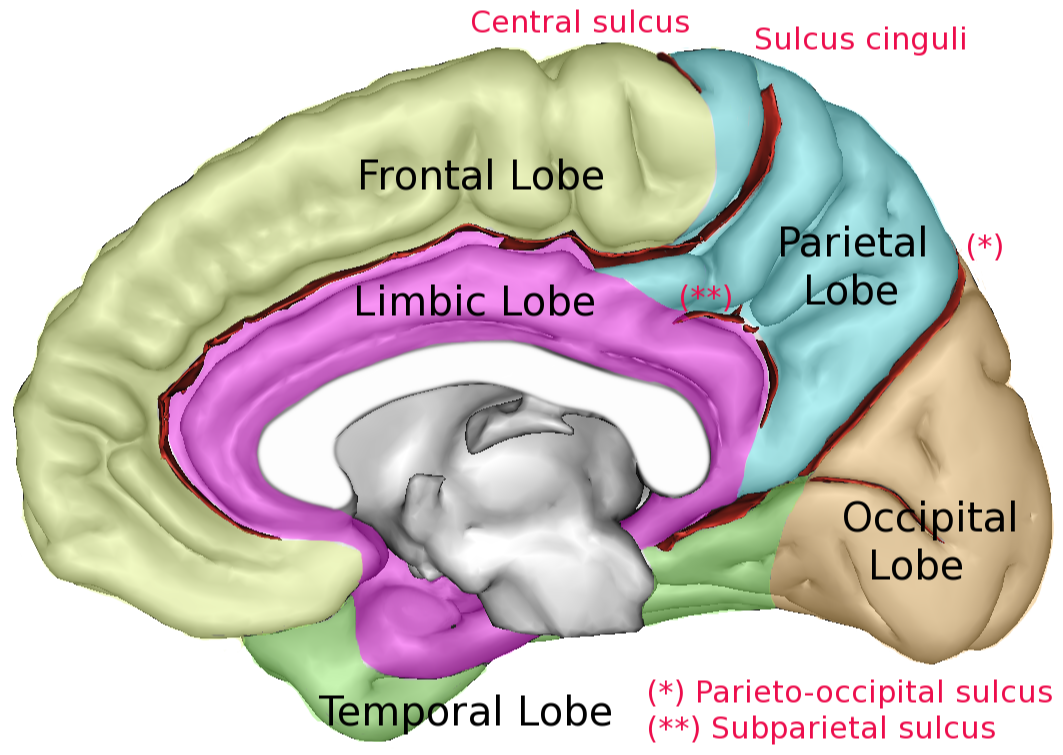
Limbic lobe (shown in purple) of right cerebral hemisphere.
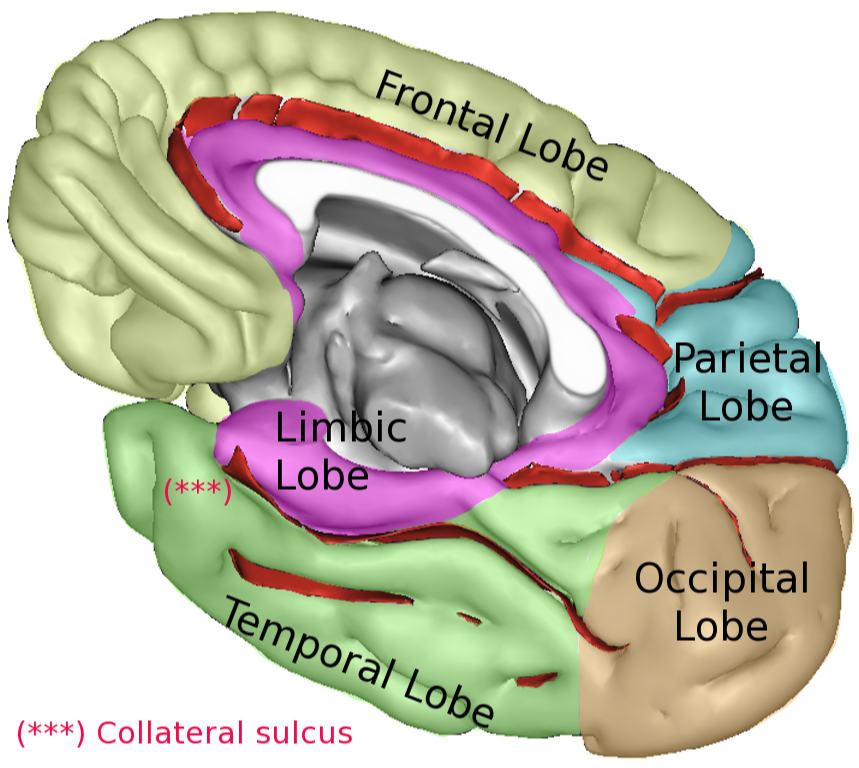
Limbic lobe (shown in purple) of right cerebral hemisphere.